# 吉里伯蒂
吉里伯蒂（Keeripatti）是印度泰米尔纳德邦塞勒姆县的一个城镇。总人口8757（2001年）。

## 人口
该地2001年总人口8757人，其中男性4453人，女性4304人；0—6岁人口952人，其中男513人，女439人；识字率63.69%，其中男性为72.47%，女性为54.60%。